# 다노모자와촌
다노모자와촌(田面沢村)은 사이타마현 이루마군에 있던 촌이다. 현재의 가와고에시에 해당한다.

## 역사
- 1889년 4월 1일 - 오무로촌, 이마나리촌, 오가타니촌, 노다촌, 노다신타가 합병해 다노모자와촌이 되었다.
- 1914년 - 도조철도 (현재의 도부 도조본선)이 이케부쿠로부터 다노모자와까지 개통해 다노모자와역이 설치되었다.
- 1916년 - 도조 철도가 이루마 강을 건너 사카도초역까지 연장되어 임시역이었던 다노모자와촌이 폐지되었다.
- 1939년 12월 1일 - 가와고에시에 편입되었다.

## 교통

### 철도
- 도조철도 ( →도부철도)
  - 도조철도선

## 참고문헌
- 角川日本地名大辞典